# Fritz Burde
Fritz Burchard Burde (* 20. September 1901 in  Berlin; † 15. Februar 1938 in Moskau) war ein deutscher Widerstandskämpfer gegen den Nationalsozialismus, Kommunist (KPD) und Agent. Er war Funktionär im bis 1937 bestehenden, illegalen Nachrichtendienst der KPD, dem sogenannten Militärischen Apparat (M-Apparat), und später für die Kommunistische Internationale (Komintern) tätig. Burde wurde zur Zeit des Großen Terrors in der Sowjetunion Opfer stalinistischer Säuberungen und 1938 erschossen.

## Leben
Nach der Volksschule erlernte Burde den Beruf des Schlossers und arbeitete später als Kaufmann. 1923 wurde er Angestellter der sowjetischen Handelsvertretung in Berlin. 1920 trat er in die KPD ein. Mitte der 1920er Jahre wurde Burde Reichsleiter des Ressorts „Betriebsberichterstattung (BB)“ des illegalen Nachrichtendienstes der KPD. Dieses Ressort diente tatsächlich der Wirtschaftsspionage im Auftrag der KPD und später der 4. Abteilung des Generalstabes der sowjetischen Roten Armee. Burdes Deckname lautete Edgar und er arbeitete mit dem Leiter des M-Apparats, Hans Kippenberger, zusammen.
Ab 1931 war Burde im Auftrag des Zentralkomitees der KPD mit Vorbereitungen auf eine mögliche Illegalität der Partei befasst, die im März 1933 nach der Machtübergabe an die Nationalsozialisten und dem Verbot der KPD tatsächlich eintrat. Schon 1931/32 beschaffte Burde im gesamten Reichsgebiet Quartiere für die künftige illegale Partei- und Widerstandsarbeit. 1932 wurde Burde nach Moskau abkommandiert und wurde Mitarbeiter des Geheimdienstes OMS der Kommunistischen Internationale. In dieser Funktion wurde er bis 1934 in Dänemark, Schweden und der Tschechoslowakei eingesetzt. 1934 kehrte er nach Moskau zurück und wurde Mitarbeiter einer Abteilung der GRU, des Militärgeheimdienstes der Roten Armee.
Am 7. September 1937 wurde Burde im Zuge stalinistischer Säuberungen in Moskau vom Volkskommissariat für Innere Angelegenheiten der UdSSR (NKWD) festgenommen, am 15. Februar 1938 zum Tode verurteilt und am selben Tag erschossen.